# Rômulo Noronha
Rômulo Noronha, mais conhecido como Rômulo (Caxias do Sul, 4 de fevereiro de 1987), é um ex-futebolista brasileiro que atuava como volante.

## Carreira
Capitão da bem-sucedida geração de juniores tricampeã carioca nos anos de 2005, 2006 e 2007, com diversos títulos nas categorias de base do Flamengo e com passagens pela Seleção Brasileira Sub-20, o volante Rômulo, gaúcho, revelado pelo Juventude, veio para o Flamengo ainda muito novo, com apenas 13 anos de idade. Sob o comando do treinador Joel Santana, Rômulo ganhou a titularidade no clube, dois anos depois da sua primeira partida entre os profissionais, em 2005. Após se recuperar de uma grave lesão que teve em outubro de 2007, em 2008, Rômulo encontrou forte concorrência no seu setor quando conseguiu se recuperar plenamente. Na era Caio Júnior, Rômulo não teve oportunidades e acabou sendo emprestado ao Paraná que disputava a Série B daquele ano. Em seguida foi emprestado para o Figueirense para reforçar o time na temporada 2009. Foi dispensado do clube catarinense, voltou para o rubro-negro e foi reintegrado ao elenco pelo então técnico Cuca. Em 2010, após a saída de Andrade e com Rogério Lourenço como treinador interino, Rômulo foi escalado como titular no primeiro jogo das oitavas de final da Copa Libertadores da America contra o Corinthians. O Flamengo ganhou de 1 a 0 com gol de Adriano e Rômulo teve uma boa e segura atuação.
No jogo da volta, Rômulo voltou a ser escalado como titular e novamente conseguiu se destacar, ajudando o Flamengo a se classificar para as quartas de final da Copa Libertadores da América de 2010. Em setembro de 2010, foi emprestado ao Atlético Goianiense que vivia situação delicada no Campeonato Brasileiro. Já em 2011, foi emprestado para o tradicional ABC. Na pré-temporada de 2012 esteve nos treinamentos do Flamengo na expectativa de receber uma nova chance. Com a chegada de Joel Santana, foi reintegrado ao elenco. Em 2013, acertou com o Boavista.

### Aposentadoria
Em outubro de 2016, devido a seguidas lesões que atrapalharam a sua carreira, Rômulo anunciou a sua aposentadoria precocemente, aos 29 anos de idade.

## Títulos
Flamengo
- Campeonato Brasileiro: 2009

Atlético Goianiense
- Campeonato Goiano: 2011

Boavista
- Taça Rio: 2014